# 現代恐怖サスペンス
『現代恐怖サスペンス』（げんだいきょうふサスペンス）は、関西テレビ放送が製作して1986年から1989年にかけての夏期に放映したテレビドラマシリーズ。月曜夜10時枠の連続ドラマである。
本記事では、『現代怪奇サスペンス』、『現代恐怖サスペンス』、『現代恐怖サスペンス2』、『現代神秘サスペンス』の4つを同シリーズと見なして記載している。

## 放送リスト

### 第1シリーズ
副題は『現代怪奇サスペンス』。
- 狙われたジョギング（1986年7月7日）
  - 制作・東映（東京撮影所）、原作・夢枕獏「鬼走り」、脚本・野波静雄、監督・吉川一義
  - 星野知子、中村久美、江藤潤
- 怖い贈り物（7月14日）
  - 制作・ユニオン映画、原作・結城昌治、脚本／監督・石井輝男
  - 田中健、田中好子、小倉一郎、大林隆介
- 裸で殺そう（7月21日）
  - 制作・東映（東京撮影所）、原作・阿刀田高、脚本・重森孝子、監督・瀬木宏康
  - 小川眞由美、矢崎滋
- 背を見せた女!（7月28日）
  - 制作・東映（東京撮影所）、原作・渡辺淳一、脚本・塙五郎、監督・鷹森立一、音楽・田辺信一
  - 中野良子、宅麻伸、根本りつ子、中島久之、大滝秀治
- 突然の訪問者（8月4日）
  - 制作・テレパック、原作・のがみけい、脚本・佐伯俊道、演出・大室清、音楽・高橋洋一
  - 仙道敦子、堤大二郎、江波杏子
- 蜘蛛（8月11日）
  - 原作・遠藤周作、脚本／監督・石井輝男
  - 山口崇、堀内正美、島村佳江、結城美栄子、西田健
- 鏡の中の男（8月18日）
  - 制作・東映（京都撮影所）、原作・阿刀田高、脚本・橋本綾、音楽・小川文明、監督・中島貞夫
  - 市毛良枝、前田吟、隆大介、志乃原良子
- 哀しき超能力（8月25日）
  - 原作・夢枕獏「のけもの道」、脚本・矢島正雄、監督・蔦林淳望
  - 井上順、沢田亜矢子、横内正
- 誘惑 京都嵯峨野（9月1日）
  - 制作・東映（京都撮影所）、脚本・中村努、監督・太田昭和
  - 石田えり、岸田今日子
- この子だれの子?（9月8日）
  - 制作・テレパック、脚本・久保田圭司、監督・真船禎
  - 香山美子、中山仁
- 結婚記念日（9月15日）
  - 脚本・服部佳（服部ケイ）、演出・岡林可典
  - 萩原流行、吉田日出子
- イジメは高くつく（9月22日）
  - 制作・東映（京都撮影所）、原作・夢枕獏、脚本・和久田正明、監督・牧口雄二
  - 佐藤浩市、浅野ゆう子、河原崎建三、佐藤蛾次郎
- 赤いハイヒール（9月29日）
  - 制作・東映（京都撮影所）、原作・眉村卓、脚本・志村正浩、監督・原田雄一、音楽・小川文明
  - 石立鉄男、白都真理

### 第2シリーズ
副題は『現代恐怖サスペンス』。
- ししゃもと未亡人（1987年7月6日）
  - 制作・東映、原作・阿刀田高、監督・井上昭、脚本・中村努、音楽・樋口康雄
  - 小川眞由美、平田満、小坂一也、菅井きん、白石奈緒美、三谷昇、野口貴史、益岡徹、松田洋治、河合絃司、鈴川法子、多賀勝
- お望み通りの死体（7月13日）
  - 制作・東映、原作・阿刀田高、監督・加藤彰、脚本・橋本綾、音楽・樋口康雄
  - 渡辺美佐子、金田賢一、根本りつ子、小鹿番、大場順
- 向田邦子の鮒 思いがけない形見（7月20日）
  - 制作・東映、原作・向田邦子、監督・吉川一義、脚本・野波静雄
  - 井上順、香山美子、沖直美
- 白昼の悪魔・狙われた人妻（7月27日）
  - 制作・テレパック、原作・逢坂剛、監督・長谷和夫、脚本・長坂秀佳
  - 堤大二郎、伊東四朗、財前直見、阿藤海
- 誰かが夢を覗いてる あるOLの場合…（8月3日）
  - 制作・ヴァンフィル、原作・阿刀田高、監督・神代辰巳、脚本・小川英、蔵元三四郎
  - 原田美枝子、土屋嘉男、渡辺えり子、樋浦勉、天海武
- ホラー・ペンション 女たちの好奇心（8月10日）
  - 制作・ヴァンフィル、原作・つのだじろう、監督・関本郁夫、脚本・小川英、大川佳美
  - 岡江久美子、林寛子、山村美智子、石橋蓮司、余貴美子、長坂しほり
- 消えた死体・美しき罠～真夏の夜の夢殺人（8月17日）
  - 制作・テレパック、原作・逢坂剛、監督・淡野健、脚本・長坂秀佳
  - 浅野ゆう子、古尾谷雅人、高橋ひとみ、佐々木すみ江
- 蜜の匂い 男と女の間（8月24日）
  - 制作・東映、原作・阿刀田高、監督・吉川一義、脚本・中村努、音楽・樋口康雄
  - 星野知子、田村亮、加藤治子、綿引勝彦
- 猫と同じ色の闇（8月31日）
  - 制作・関西テレビ放送（自社制作）、原作・森真沙子、演出・林宏樹、脚本・大和屋竺
  - 范文雀、林与一、北村総一朗

### 第3シリーズ
副題は『現代恐怖サスペンス2』。
- 選ばれた女（1988年7月4日）
  - 原作・連城三紀彦
  - 秋野暢子、石田純一
- 大吉大凶（7月11日）
  - 原作・半村良
  - 萬田久子、小西博之、潮哲也
- 無邪気な女（7月18日）
  - 制作・アズバーズ、原作・阿刀田高
  - 川上麻衣子、名高達朗、内藤武敏、赤座美代子、清水章吾
- 赤の追想（7月25日）
  - 制作・ユニオン映画、原作・泡坂妻夫、脚本・竹山洋、監督・小山幹夫
  - 樋口可南子、原田芳雄、杉本哲太、鶴田忍、樹本由布子
- 閉じた窓 裏庭に芽吹いた季節はずれの死体が…（8月1日）
  - 制作・東映、監督・舛田利雄、原作・阿刀田高
  - 松尾嘉代、新藤栄作、三原じゅん子
- 朱いドレス（8月8日）
  - 原作・阿刀田高
  - 田中美佐子、高樹沙耶、大和田獏、岡本麗
- 人生の楽しみ（8月15日）
  - 原作・阿刀田高
  - 美保純、三浦浩一
- すてきな三にんぐみ 柩から蘇った幽霊（8月22日）
  - 制作・東映、原作・中津文彦、監督・長谷和夫、音楽・樋口康雄
  - 石野真子、高橋ひとみ、中条きよし
- エナメルの靴（8月29日）
  - 制作・ユニオン映画、原作・佐野洋、脚本・竹山洋、監督・斎藤光正
  - 高橋恵子、范文雀、小坂一也

### 第4シリーズ
副題は『現代神秘サスペンス』。
- 三階の魔女（1989年7月10日）
  - 制作・東映、監督・山下耕作、脚本・小森名津、原作・山崎洋子、音楽・樋口康雄
  - 十朱幸代、小林稔侍、柳沢慎吾、島村佳江、北村総一朗、加藤純平、荒木雅子
- 青い髪の人魚（7月17日）
  - 制作・アズバーズ
  - 小川知子、田坂都、夏八木勲
- 人形と暮らす女（7月24日）
  - 制作・東宝、原作・山崎洋子
  - 藤真利子、松本伊代、辰巳琢郎、木村有里
- 六本木メランコリー（7月31日）
  - 制作・東映、脚本・鹿水晶子、原作・山崎洋子
  - 岩下志麻、原田芳雄、高橋ひとみ、小坂一也
- あなたのいない夜（8月7日）
  - 制作・松竹、脚本・冨川元文（富川元文）、原作・山崎洋子
  - 小川眞由美、石橋蓮司、風見章子、左時枝、黒沢大輔
- 自宅の妾宅（8月14日）
  - 制作・ジーカンパニー、原作・嵐山光三郎、脚本・佐伯俊道、監督・小沼勝
  - 高田純次、樹木希林、中村あずさ、麻生真宮子、春やすこ、可愛かずみ、坂本長利
- 魔女の系譜（8月21日）
  - 脚本・大和屋竺、原作・田中文雄
  - 夏樹陽子、内田あかり、高橋長英、大西結花
- もうひとつの世界（8月28日）
  - 制作・東宝、原作・阿刀田高、脚本・小森名津、音楽・岩間南平、監督・井上昭
  - 古尾谷雅人、中田喜子、芦川よしみ、三条美紀（三條美紀）、山本亘、篠塚勝、佐原健二
- 還り雛伝説考（9月4日）
  - 原作・森真沙子
  - 石野真子（石野眞子）、三浦浩一、吉行和子
- 友を裏切るなかれ（9月11日）
  - 制作・アズバーズ、原作・阿刀田高
  - 佐藤B作、沢田亜矢子、高岡健二、茅島成美
- 間違った死に場所（9月18日）
  - 制作・東映、監督・岡林可典、脚本・橋本以蔵、原作・小池真理子
  - 浅野ゆう子、野際陽子、大出俊、室井滋、佐野史郎
- 女難の季節（9月25日）
  - 制作・松竹、原作・星新一
  - 春風亭小朝、川上麻衣子、野村真美、大塚道子

## スタッフ
- 企画：巻幡展男、石濱典夫、栢原幹
- プロデューサー：栢原幹、岡林可典

## 主題歌
第1シリーズ
- 甲斐バンド「MEGALOPOLIS NOCTURNE」（作詞：松山猛、作曲：松藤英男、編曲：大村憲司）

第2シリーズ
- 佐藤隆「黒い瞳〜アモーレ・ミオ〜」（作詞：松本一起、作曲：佐藤隆）（東芝EMI）

第3シリーズ
- MUTE BEAT「ダウン・トレイン」（作曲：増井朗人）（ポニーキャニオン）

第4シリーズ
- リリ&スージー「哀愁のモニュメント」（アルファレコード）

## VHS
- 現代恐怖サスペンス「ししゃもと未亡人」（1992年10月25日）（東映ビデオ）
- 現代恐怖サスペンス「お望み通りの死体」（1992年11月25日）（東映ビデオ）
- 現代恐怖サスペンス「向田邦子の鮒」（1992年12月11日）（東映ビデオ）
- 現代恐怖サスペンス「蜜の匂い・男と女の間」（1993年1月25日）（東映ビデオ）

| 関西テレビ・フジテレビ系 月曜22時台 | 関西テレビ・フジテレビ系 月曜22時台              | 関西テレビ・フジテレビ系 月曜22時台 |
| 前番組                              | 番組名                                           | 次番組                              |
| ----------------------------------- | ------------------------------------------------ | ----------------------------------- |
| 松本清張サスペンス                  | 現代怪奇サスペンス （1986.7.7 - 1986.9.29）      | 山村美紗サスペンス                  |
| 夏樹静子サスペンス                  | 現代恐怖サスペンス （1987.7.6 - 1987.8.31）      | 女優競演サスペンス                  |
| 乱歩賞作家サスペンス                | 現代恐怖サスペンス（2） （1988.7.4 - 1988.8.29） | 松本清張サスペンス                  |
| 乱歩賞作家サスペンス（2）           | 現代神秘サスペンス （1989.7.10 - 9.25）          | 京都サスペンス                      |